# Двадесетоъгълник
Двадесетоъгълникът (също и икосагон) е многоъгълник с двадесет страни и ъгли. Сборът на всички вътрешни ъгли е 3240° (18π). Има 170 диагонала.

## Правилен двадесетоъгълник
При правилния двадесетоъгълник всички страни и ъгли са равни. Вътрешният ъгъл е 162°, а външният и централният – 18°.

### Лице
Лицето S на правилен двадесетоъгълник може да бъде намерено по три начина:
- По страната a:

{\displaystyle S=5a^{2}\cdot \cot(9^{\circ })\approx 31,56876\,a^{2}}
- По радиуса R на описаната окръжност:

{\displaystyle S=10R^{2}\cdot \sin(18^{\circ })\approx 3,09017\,R^{2}}
- По радиуса r на вписаната окръжност (т.е. апотемата):

{\displaystyle S=20r^{2}\cdot \tan(9^{\circ })\approx 3,16769\,r^{2}}

### Построение
Тъй като 20 е произведение на 2² и 5, което е просто число на Ферма, правилен двадесетоъгълник може да бъде построен с линийка и пергел:

## Използване

### Петриеви многоъгълници
| A9      | Двадесетодеветнадесетник (19D)               |                                        |                                           |                                           |                 |
| BC10    | Хилядадвадесетичетиридесетичник              | Осечен хилядадвадесетичетиридесетичник | Двуосечен хилядадвадесетичетиридесетичник | Триосечен хилядадвадесетичетиридесетичник |                 |
|         | Четириосечен хилядадвадесетичетиридесетичник | Четириосечен декеракт                  | Триосечен декеракт                        | Двуосечен декеракт                        | Осечен декеракт |
| D11     | Демихендекеракт                              |                                        |                                           |                                           |                 |
| E8 [20] | t(421)                                       | t1(421)                                | t2(421)                                   | t3(421)                                   |                 |
|         | t4(421)                                      | t0(241)                                | t1(241)                                   | t0(142)                                   |                 |
| H4 [20] | Осечен шестстотиноклетъчник                  | Шестстотиноклетъчник                   |                                           |                                           |                 |